# Bocydium nigrofasciatum
Bocydium nigrofasciatum (лат.) — вид горбаток рода Bocydium из подсемейства Stegaspidinae (Membracidae).

## Распространение
Неотропика.

## Описание
Мелкие равнокрылые насекомые (около 5 мм) с большим разветвлённым спинным отростком на груди. От близких видов отличается следующими признаками: боковой шип примерно такой же длины или немного длиннее диаметра бокового бульбуса (вздутия); переднее крыло с отчетливым апикальным пятном; боковая луковица заметно больше передней; центральная дорсальная ножка переднеспинки перпендикулярна оси тела при виде сбоку, не наклонена назад; всего вздутий их четыре); передние луковицы стебельчатые.